# Pieve dei Santi Vincenzo e Anastasio
La pieve dei Santi Vincenzo e Anastasio è un luogo di culto cattolico di Semproniano, in provincia di Grosseto.

## Descrizione
Il paramento murario a filaretto, il portale e alcune aperture tamponate rivelano l'origine medievale dell'edificio, a una sola navata terminante in una scarsella e completato sul retro da un campanile.
All'esterno, tre monofore strombate di gusto gotico e un'epigrafe che documenta restauri avvenuti nel 1579.
L'interno, diviso in quattro campate da arconi a tutto sesto e coperto a capriate, conserva alcuni resti di elementi decorativi duecenteschi (formelle con rosette, due capitelli e un'acquasantiera). All'altare maggiore è un dipinto seicentesco (la Madonna con sant'Antonio abate, santa Lucia e il pievano col mostro dei Vignacci) legato alla leggenda di un pievano che riuscì ad uccidere un mostro che infestava la zona.